# Petrer
Petrer – gmina w Hiszpanii, w prowincji Alicante, we wspólnocie autonomicznej Walencja, o powierzchni 104,2 km². W 2011 roku liczyła 34 697 mieszkańców.